# Rombicosacrono
En geometría, el rombicosacrono (o mediano ditriacontaedro díptero) es un isohedral poliedro no convexo. Es el dual del uniform rombicosaedro, U56. Tiene 50 vértices, 120 aristas y 60 caras con forma de cuadrilátero cruzado.

## Proporciones

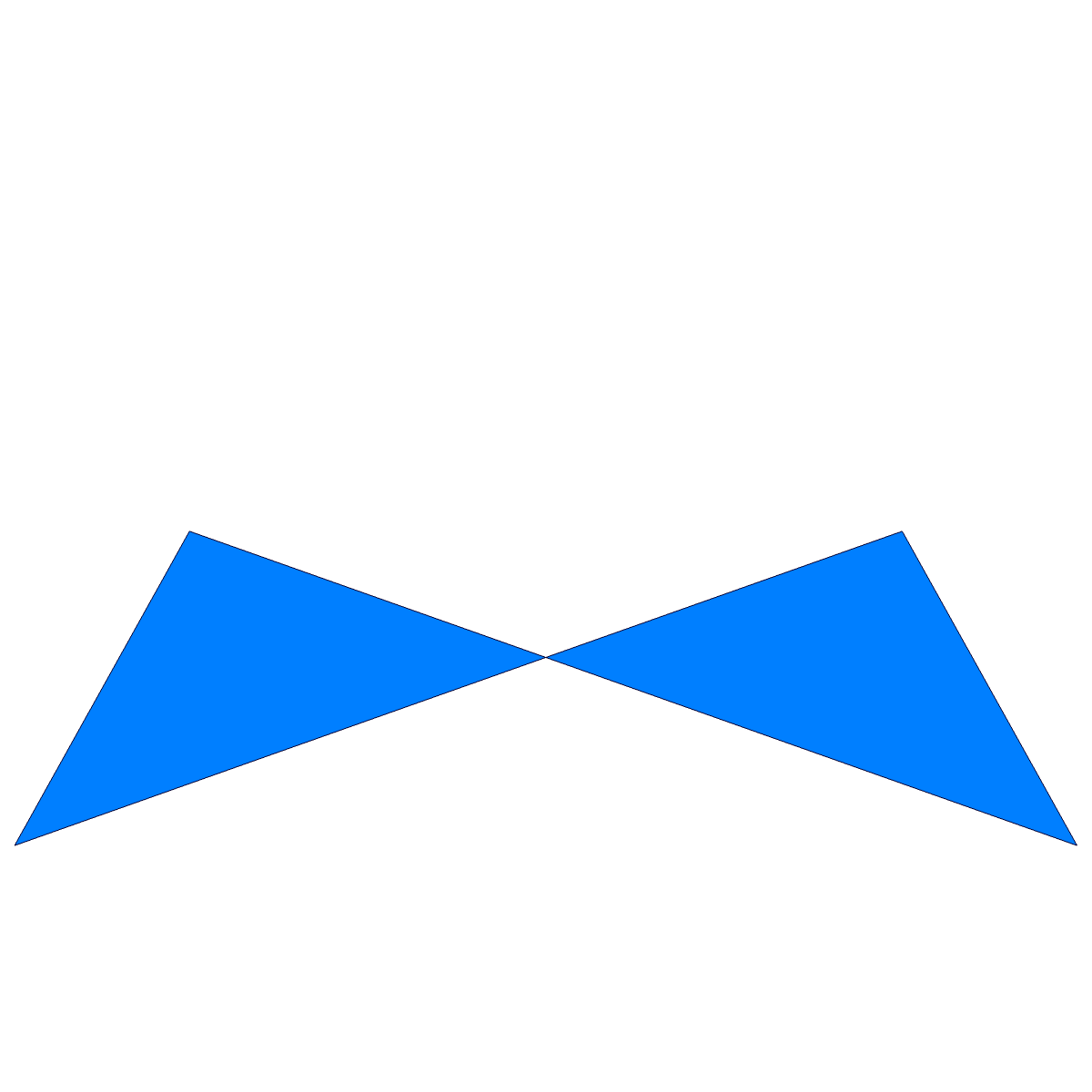
Forma de las caras

Cada cara tiene dos ángulos de {\displaystyle \arccos({\frac {3}{4}})\approx 41.409\,622\,109\,27^{\circ }} y dos ángulos de {\displaystyle \arccos(-{\frac {1}{6}})\approx 99.594\,068\,226\,86^{\circ }}. Las diagonales de cada antiparalelogramo se cortan en un ángulo de {\displaystyle \arccos({\frac {1}{8}}+{\frac {7{\sqrt {5}}}{24}})\approx 38.996\,309\,663\,87^{\circ }}. Su ángulo diedro es igual a {\displaystyle \arccos(-{\frac {5}{7}})\approx 135.584\,691\,402\,81^{\circ }}. La relación entre las longitudes de los bordes largos y los cortos es igual a {\displaystyle {\frac {3}{2}}+{\frac {1}{2}}{\sqrt {5}}}, que es el cuadrado del número áureo.